# كارلو نيرفو
كارلو نيرفو (بالإيطالية: Carlo Nervo)‏ (29 أكتوبر 1971 بباسانو دل غرابا في إيطاليا - ) هو لاعب كرة قدم إيطالي في مركز الوسط. شارك مع منتخب إيطاليا لكرة القدم. أما مع النوادي، فقد لعب مع نادي بولونيا ونادي سيتاديلا ونادي كاتانزارو ونادي مانتوفا ونادي مونزا وBassano Virtus 55 ST ‏.

## روابط خارجية
- كارلو نيرفو على موقع قاعدة بيانات كرة القدم.إي يو (الإنجليزية)
- كارلو نيرفو على موقع ناشيونال فوتبول تيمز (الإنجليزية)
- كارلو نيرفو على موقع Soccerway.com (الإنجليزية)
- كارلو نيرفو على موقع عالم كرة القدم.نت (الإنجليزية)